# 1974 en Palestine
Chronologie de la Palestine
- 1970
- 1971
- 1972
- 1973
- 1974
- 1975
- 1976
- 1977
- 1978

Cette page concerne les évènements survenus en 1974 en Palestine :

## Évènements
- octobre : La ligue arabe, réunie à Rabbat, adopte une résolution unanime qui, affirme le droit du peuple palestinien au retour dans sa patrie et à l’autodétermination. Pour la première fois, elle déclare que l'Organisation de libération de la Palestine est le « seul représentant légitime du peuple palestinien »». En outre, la Ligue arabe décide que les « États arabes riches en pétrole [...] fournissent une aide financière pluriannuelle aux États en confrontation avec Israël et à l'OLP »[1].
- 22 novembre 1974 : L'Assemblée générale des Nations unies, accorde à la Palestine le statut d’observateur[2].

## Création
- Ahli Al-Khaleel (en), équipe professionnelle de football de la ville d'Hébron.
- Hilal Areeha (en), équipe de football de la Cisjordanie.
- Shabab Al-Dhahiriya SC (en), équipe de football.
- Église de la Sainte-Famille de Gaza
- Ramot (Jérusalem-Est) (en), colonie israélienne.
- Front du rejet, coalition politique.

## Naissances
- Abdel Nasser Barakat (en), entraîneur de football palestinien.

## Décès
- Ishaq Darwish (en), personnalité politique.